# Catherine Kamau
Catherine Kamau Karanja (nacida el 3 de febrero de 1987) es una actriz keniana, conocida popularmente como "Celina", "Selina" y "Kate Actress".

## Carrera
En 2006 interpretó a Selina, la esposa de Charlie (Patrick Oketch) en la serie dramática de Citizen TV, " Mother-in-Law". Posteriormente, participó en la serie de televisión en Suajili, Sue Na Jonnie, en la que interpretó el papel de "Sue".
En 2019, participó en la película de comedia romántica, Plan B, producida por Sarah Hassan y dirigida por el cineasta nigeriano Dolapo Adeleke (Lowladee).
Fue nominada en la categoría Mejor actriz de reparto en la novena edición de los Premios Kalasha de la Comisión de Cine de Kenia 2019 por su actuación en Plan B. Previamente había sido nominada en la misma categoría en la edición 2018, por su papel en la película Disconnect. Ganó el premio a la Mejor actriz principal en un drama de televisión en los premios Kalasha de 2017 y nuevamente obtuvo una nominación en 2018 por su papel en Sue Na Jonnie.

## Vida personal
Kamau está casada con Phillip Karanja, director de cine y ex actor desde el 17 de noviembre de 2017. Su luna de miel se celebró en Seychelles. En una relación anterior, mientras estaba en la Universidad Internacional de Kampala en Uganda, dio a luz a su primer hijo, Leon Karanja, en 2006 al cual su esposo adoptó. En septiembre de 2019, varios medios de comunicación revelaron que ella y su esposo estaban esperando su primer hijo juntos. Se dijo que la actriz celebraría el embarazo en diciembre, y luego viajaría a las Maldivas con su esposo. El 15 de diciembre de 2019 dio a luz a una niña.

## Filmografía
| Año  | Título        | Papel           | Notas               |
| ---- | ------------- | --------------- | ------------------- |
| 2019 | Plan B        | Joyce           | Actriz de reparto   |
| 2018 | Disconnect    | TK              |                     |
| 2017 | Sue Na Jonnie | Sue             | Serie de televisión |
| 2006 | Mother-in-Law | Selina (Celina) | Serie de televisión |